# 松倉川
松倉川（まつくらがわ）は、北海道函館市を流れ、津軽海峡に注ぐ二級河川松倉川水系の本流である。

## 地理
函館市北部の袴腰岳東麓に発し、函館市街地の東部を南に流れる。湯の川温泉付近で支川の湯の川、鮫川を合わせ、津軽海峡に注ぐ。

## 支流

### 本流系
- 下女岳川 - 普通河川
- 上女岳川 - 普通河川

### 湯の川系
- 湯の川 - 二級河川
  - 湯の沢川 - 二級河川
    - 中の沢川 - 普通河川

### 鮫川系
- 鮫川 - 二級河川。アイヌ語のシャモ(和人)から。函館市の中心部から東北に標高130mの丘から流れ出る。流域面積は16.8km2、流路延長は8.6kmである。
  - 深堀川 - 準用河川。市立函館高等学校の裏に発し函館市立深堀中学校付近で鮫川に合流する。
  - 寺の沢川 - 準用河川
  - 七五郎沢川 - 普通河川
  - 陣川 - 普通河川

## 主な橋梁
松倉川
- 月見橋 - 湯川町と根崎町間。旧称・竹浦橋[1]
- 松倉橋 - 昔は渡しだった[1]
- 松聖橋 - 読み方はショウセイバシ。戸倉町と上湯川町間[2]

鮫川
- 温泉橋 - 旧称・鮫川橋で湯の川温泉停留場前にある[3]

## 亀田川の川筋
亀田川が約1000年前以前まで、主として山沿いに神山、鍛冶の神社方向に向かい、途中小島川、陣川、七五郎沢川を併せて、鮫川に合流していた。時々川筋は変わっていたが、ほぼこの方向に一定と推定されている。

## ダム計画
1992年（平成4年）、河口から16km上流に治水対策と函館市の水道用水の確保を目的とした、北海道の多目的ダム松倉ダムが計画され、1993年（平成5年）から調査が進められていたが、人口減による水道需要の見直しや、自然環境の保全を求める市民の声を受け、1998年（平成10年）に行われた事業再評価（時のアセスメント）によって、中止が決定された。その後、2000年（平成12年）に流域の代表者および関係団体、学識経験者による「松倉川水系治水対策検討会」が設置され、ダムに頼らない総合治水について検討が進められ、地域部会9回，専門部会4回，検討会4回を経て、2002年（平成14年）3月に松倉川近未来構想図を含む「松倉川水系治水対策検討会　総括　～松倉川水系の総合的な治水対策～」という治水計画がとりまとめられた。この検討会の事務局である北海道と函館市は従来型の検討会とは異なり黒子に徹し会の意見を尊重しながら合意形成を重ね成案したことから「松倉川方式」と呼ばれた。
その後の河川整備計画は約20年を目標に進められており、支流の鮫川はほぼ完成。本流は2012年度から松聖橋から上流1.6kmを拡幅し湯ノ沢川には遊水池新設に着手し始めている。
なお、利水については函館市企業局が水道ビジョンのパブリックコメントの回答のなかで「水道事業者としても松倉ダムの必要性は認められない」との見解を示している。